# Lorenzo Lauri
Lorenzo Lauri (Roma, 15 de octubre de 1864 - Roma, 8 de octubre de 1941) fue un sacerdote católico y cardenal italiano. Fue Penitenciario Mayor desde 1927 y Camarlengo desde 1939 hasta su muerte, y fue elevado al cardenalato en 1926.

## Biografía
Lauri estudió en el Seminario Pontificio de Roma antes de ser ordenado sacerdote el 4 de junio de 1887. Luego enseñó en el Seminario Pontificio Romano y en la Pontificia Universidad Urbaniana hasta 1910, sino que también había servido como funcionario de la Vicaría de Roma desde 1895, y había sido nombrado canónigo del capítulo de San Lorenzo in Damaso basílica en 1901. Después de ser nombrado sustituto del regente de la Sagrada Penitenciaría Apostólica, el 5 de febrero de 1910, Lauri fue elevado al rango de Prelado de honor de Su Santidad, el 5 de abril de ese mismo año.
El 5 de enero de 1917, Lauri fue nombrado Internuncio a Perú y Arzobispo titular de Éfeso por el Papa Benedicto XV. Él recibió su consagración episcopal en el siguiente 21 de enero del Cardenal Donato Sbarretti, con el Arzobispo Vincenzo Sardi di Rivisondoli y el obispo Americo Bevilacqua sirviendo como co-consagrantes. Lauri se convirtió en el primer Nuncio Apostólico en el Perú al establecerse relaciones diplomáticas entre la Santa Sede y el Perú el 20 de julio de 1917.  Posteriormente fue nombrado Nuncio Apostólico en Polonia, el 25 de mayo de 1921, en reemplazo de Achille Ratti. En este cargo, Lauri negoció el concordato entre la Santa Sede y la Segunda República Polaca.
El Papa Pío XI lo creó cardenal-presbítero de San Pancracio en el consistorio del 20 de diciembre de 1926, terminando su etapa como Nuncio Apostólico en Polonia. Volviendo a la Curia romana, fue nombrado Penitenciario Mayor el 31 de julio de 1927. Cardenal Lauri también sirvió como delegado papal para el Congreso Eucarístico Internacional en Dublín en 1932. Lauri fue Camarlengo del 15 de junio de 1936 al 13 de diciembre de 1937, y Protector de la Pontificia Universidad norteamericana de 1937 a 1941. Fue ante el Cardenal Lauri que Pío XI hizo su confesión final. Fue uno de los cardenales electores que participaron en el cónclave papal 1939 que seleccionó a papa Pío XII. El nuevo Papa nombró a Lauri para reemplazarlo como Camarlengo, el 11 de diciembre de ese año.
Cardenal Lauri murió en Roma, a la edad de 76 (una semana antes de cumplir 77 años), siendo enterrado en el Cementerio comunal monumental Campo Verano.